# Al-Hadisa (Palestyna)
Al-Hadisa (arab. الحديثة) – nieistniejąca już arabska wieś, która była położona w Dystrykcie Ramli w Mandacie Palestyny. Wieś została wyludniona i zniszczona podczas I wojny izraelsko-arabskiej, po ataku Sił Obronnych Izraela w dniu 12 lipca 1948.

## Położenie
Al-Hadisa leżała na zachodnim krańcu wzgórz Samarii. Według danych z 1945 do wsi należały ziemie o powierzchni 7 110 ha. We wsi mieszkało wówczas 760 osób.
| własność gruntów | powierzchnia gruntów (hektary) |
| ---------------- | ------------------------------ |
| Arabowie         | 6 544                          |
| Żydzi            | 157                            |
| publiczne        | 409                            |
| Razem            | 7 110                          |

| Rodzaj użytkowanych gruntów | Arabowie (hektary) | Żydzi (hektary) |
| --------------------------- | ------------------ | --------------- |
| uprawy cytrusów             | 10                 | 0               |
| uprawy oliwek               | 200                | 0               |
| uprawy nawadniane           | 246                | 0               |
| uprawy zbóż                 | 4 421              | 102             |
| nieużytki                   | 2 260              | 55              |
| zabudowane                  | 16                 | 0               |

## Historia
W czasach biblijnych istniała tutaj osada, którą nazywano Hadid. Następnie w okresie hellenistycznym była znana jako 'Adida.
W okresie panowania Brytyjczyków al-Hadisa była średniej wielkości wsią. W 1924 utworzono szkołę podstawową dla chłopców, do której w 1945 uczęszczało 42 uczniów.
Na początku I wojny izraelsko-arabskiej w maju 1948 wieś zajęły arabskie milicje, które atakowały żydowską komunikację w okolicy. Podczas operacji Danny w dniu 12 lipca 1948 wieś zajęli izraelscy żołnierze. Mieszkańcy zostali zmuszeni do opuszczenia swoich domów. We wrześniu wyburzono wszystkie domy.

## Miejsce obecnie
Na terenach wioski al-Hadisa w 1950 powstał moszaw Chadid.
Palestyński historyk Walid Chalidi, tak opisał pozostałości wioski al-Hadisa: „W obszarze jest widoczny kamienny i betonowy gruz ze zniszczonych domów. Pozostał tylko jeden dom. Jest on zamknięty, posiada dwuspadowy dach”.